# Número de osculación
En geometría, el número de osculación es el máximo número de esferas de radio 1 que pueden tocar simultáneamente a la esfera unitaria en un espacio euclídeo n-dimensional. El problema del número de osculación pretende obtener el número de esferas como una función de n (dimensión del espacio).

## Números de Osculación conocidos

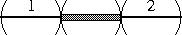
El número de osculación en dimensión 1 es 2.

El número de osculación en dimensión 2 es 6.

- En dimensión 1, el número de osculación es, de modo obvio, 2:
- En dimensión 2, es sencillo ver y probar que el número de osculación es 6.

Demostración: Dada una circunferencia con centro C y radio r que es tocada por circunferencias del mismo radio con centros C1, C2, .... Considerar los radios C Ci. Todos estos radios parten del mismo centro C, con lo que la suma de ángulos entre radios adyacentes es 360°. Supongamos por reducción al absurdo que hay más de 6 circunferencias que se tocan. Entonces existen al menos dos radios adyacentes, por ejemplo C C1 y C C2, que están separados por un ángulo inferior a 60°. Todos los segmentos C Ci tienen la misma longitud igual a 2r. El triángulo C C1 C2 que se forma es isósceles, y su base C1 C2 tiene una longitud inferior a 2r. Entonces las circunferencias C1 y C2 se interseccionan, con lo que llegamos a la contradicción. Análogamente, llegaríamos a una contradicción el suponer que hubiera menos de 6 circunferencias que se tocan. En este caso, las circunferencias estarían separadas.
- En dimensión 3 la respuesta ya no es tan sencilla. Podemos disponer fácilmente 12 esferas de modo que cada una esté en contacto con la central, pero queda mucho espacio libre entre unas y otras, de modo que no es obvio que no haya forma de colocar la esfera número 13. Este fue un tema de controversia entre los matemáticos Isaac Newton y David Gregory. Newton pensaba que el límite era 12 y Gregory que era 13. La cuestión no se resolvió hasta 1874: Newton tenía razón.[1]
- En dimensión 4, durante un tiempo se ignoró si la solución era 24 o 25. En 2003, Oleg Musin probó que la solución correcta era 24.[2]

- En dimensión n, con n > 4, se desconoce la respuesta excepto para  n = 8 (240), y n = 24 (196560).[3][4]

## Algunos límites conocidos
La tabla siguiente lista algunos de los límites conocidos de los números de osculación en varias dimensiones. Las dimensiones en las que se conocen los números de osculación están listadas en negrita.
| Dimensión | Límite Mínimo | Límite Máximo |
| --------- | ------------- | ------------- |
| 1         | 2             | 2             |
| 2         | 6             | 6             |
| 3         | 12            | 12            |
| 4         | 24            | 24            |
| 5         | 40            | 45            |
| 6         | 72            | 78            |
| 7         | 126           | 135           |
| 8         | 240           | 240           |
| 9         | 306           | 366           |
| 10        | 500           | 567           |
| 11        | 582           | 915           |
| 12        | 840           | 1,416         |
| 13        | 1,130         | 2,233         |
| 14        | 1,582         | 3,492         |
| 15        | 2,564         | 5,431         |
| 16        | 4,320         | 8,313         |
| 17        | 5,346         | 12,215        |
| 18        | 7,398         | 17,877        |
| 19        | 10,688        | 25,901        |
| 20        | 17,400        | 37,974        |
| 21        | 27,720        | 56,852        |
| 22        | 49,896        | 86,537        |
| 23        | 93,150        | 128,096       |
| 24        | 196,560       | 196,560       |